# Joanna Konopińska
Joanna Konopińska (ur. 1925 w Poznaniu, zm. 1996 we Wrocławiu) – polska pisarka. 

## Życiorys
Była córką Tadeusza i Stefanii Konopińskich. Miała jedną siostrę Marię.
Miejscem pracy pisarki był rodzinny dworek we wsi Panienka w gminie Jaraczewo.
Została pochowana na Cmentarzu Świętej Rodziny we Wrocławiu.

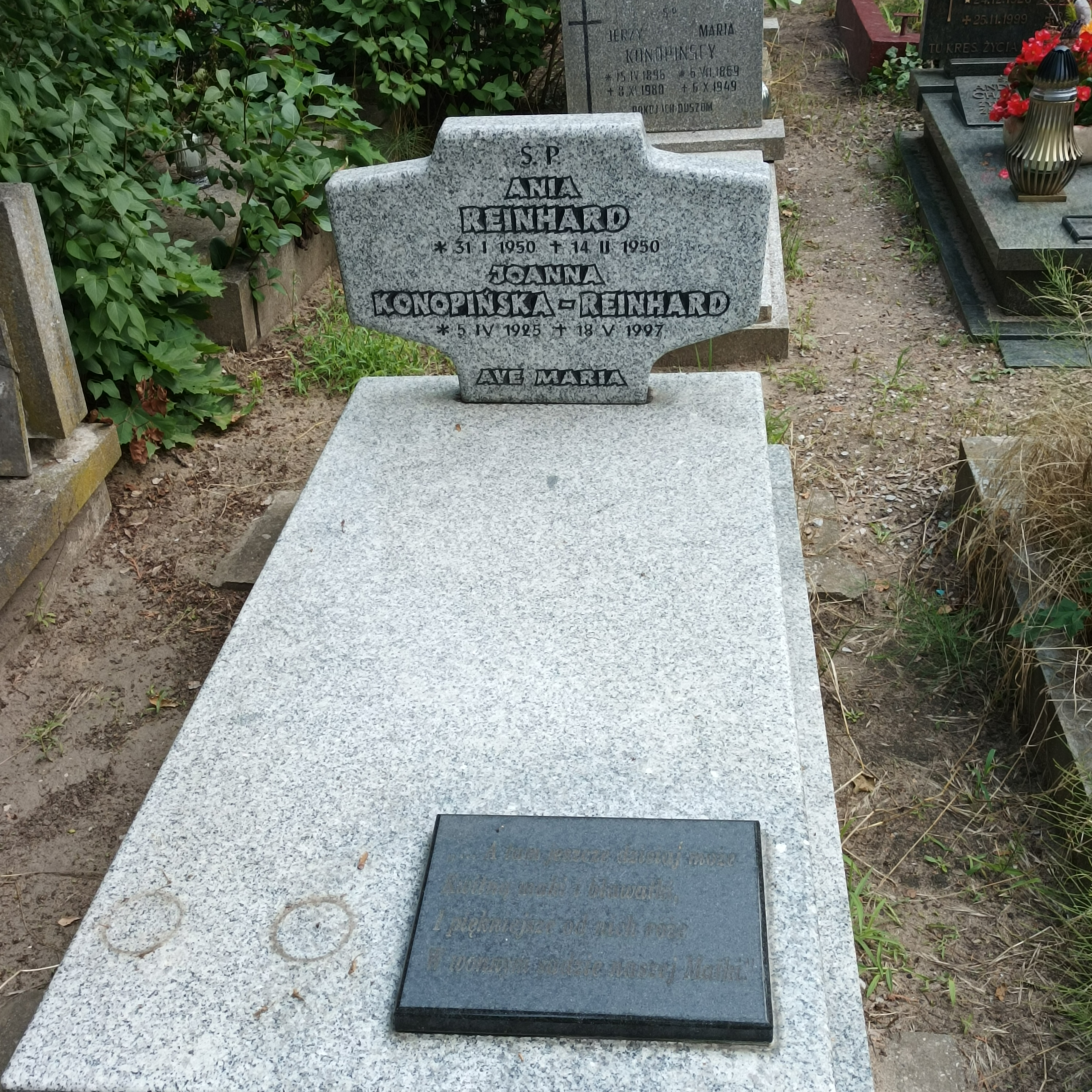
Grób Joanny Konopińskiej

## Twórczość
- We Wrocławiu jest mój dom. Dziennik z lat 1946–1948, 1991.
- Tamten wrocławski rok 1945–1946. Dziennik, 1987, ISBN 83-7023-000-8.
- Janina Fedorowicz, Joanna Konopińska, Marianna i róże. Życie codzienne w Wielkopolsce w latach 1890–1914 z tradycji rodzinnej (1977, drugie wydanie: 1995, trzecie wydanie: 2008), ISBN 978-83-7506-232-8.